# Rhynchospora tenuifolia
Rhynchospora tenuifolia là loài thực vật có hoa trong họ Cói. Loài này được Griseb. miêu tả khoa học đầu tiên năm 1866.